# Manchester United F.C. mùa bóng 1928–29
Mùa giải 1928-29 là mùa giải thứ 33 của Manchester United F.C. ở The Football League.

## Giải bóng đá hạng nhất Anh
| Thời gian                | Đối thủ           | H/A | Tỷ số Bt-Bb | Cầu thủ ghi bàn                        | Số lượng khán giả |
| ------------------------ | ----------------- | --- | ----------- | -------------------------------------- | ----------------- |
| ngày 25 tháng 8 năm 1928 | Leicester City    | H   | 1 – 1       | Rawlings                               | 20,129            |
| 27 tháng 8 năm 1928      | Aston Villa       | A   | 0 – 0       |                                        | 30,356            |
| 1 tháng 9 năm 1928       | Manchester City   | A   | 2 – 2       | Johnston, Wilson                       | 61,007            |
| 8 tháng 9 năm 1928       | Leeds United      | A   | 2 – 3       | Johnston, Spence                       | 28,723            |
| 15 tháng 9 năm 1928      | Liverpool         | H   | 2 – 2       | Hanson, Silcock                        | 24,077            |
| 22 tháng 9 năm 1928      | West Ham United   | A   | 1 – 3       | Rawlings                               | 20,788            |
| 29 tháng 9 năm 1928      | Newcastle United  | H   | 5 – 0       | Rawlings (2), Hanson, Johnston, Spence | 25,243            |
| 6 tháng 10 năm 1928      | Burnley           | A   | 4 – 3       | Hanson (2), Spence (2)                 | 17,493            |
| 13 tháng 10 năm 1928     | Cardiff City      | H   | 1 – 1       | Johnston                               | 26,010            |
| 20 tháng 10 năm 1928     | Birmingham        | H   | 1 – 0       | Johnston                               | 17,522            |
| 27 tháng 10 năm 1928     | Huddersfield Town | A   | 2 – 1       | Hanson, Spence                         | 13,648            |
| 3 tháng 11 năm 1928      | Bolton Wanderers  | H   | 1 – 1       | Hanson                                 | 31,185            |
| 10 tháng 11 năm 1928     | The Wednesday     | A   | 1 – 2       | Hanson                                 | 18,113            |
| 17 tháng 11 năm 1928     | Derby County      | H   | 0 – 1       |                                        | 26,122            |
| 24 tháng 11 năm 1928     | Sunderland        | A   | 1 – 5       | Rowley                                 | 15,932            |
| 1 tháng 12 năm 1928      | Blackburn Rovers  | H   | 1 – 4       | Ramsden                                | 19,589            |
| 8 tháng 12 năm 1928      | Arsenal           | A   | 1 – 3       | Hanson                                 | 18,923            |
| 15 tháng 12 năm 1928     | Everton           | H   | 1 – 1       | Hanson                                 | 17,080            |
| 22 tháng 12 năm 1928     | Portsmouth        | A   | 0 – 3       |                                        | 12,836            |
| 25 tháng 12 năm 1928     | Sheffield United  | H   | 1 – 1       | Ramsden                                | 22,202            |
| 26 tháng 12 năm 1928     | Sheffield United  | A   | 1 – 6       | Rawlings                               | 34,696            |
| 29 tháng 12 năm 1928     | Leicester City    | A   | 1 – 2       | Hanson                                 | 21,535            |
| 1 tháng 1 năm 1929       | Aston Villa       | H   | 2 – 2       | Hilditch, Rowley                       | 25,935            |
| 5 tháng 1 năm 1929       | Manchester City   | H   | 1 – 2       | Rawlings                               | 42,555            |
| 19 tháng 1 năm 1929      | Leeds United      | H   | 1 – 2       | Sweeney                                | 21,995            |
| 2 tháng 2 năm 1929       | West Ham United   | H   | 2 – 3       | Reid, Rowley                           | 12,020            |
| 9 tháng 2 năm 1929       | Newcastle United  | A   | 0 – 5       |                                        | 31,134            |
| 13 tháng 2 năm 1929      | Liverpool         | A   | 3 – 2       | Reid (2), Thomas                       | 8,852             |
| 16 tháng 2 năm 1929      | Burnley           | H   | 1 – 0       | Rowley                                 | 12,516            |
| 23 tháng 2 năm 1929      | Cardiff City      | A   | 2 – 2       | Hanson, Reid                           | 13,070            |
| 2 tháng 3 năm 1929       | Birmingham        | A   | 1 – 1       | Hanson                                 | 16,738            |
| 9 tháng 3 năm 1929       | Huddersfield Town | H   | 1 – 0       | Hanson                                 | 28,183            |
| 16 tháng 3 năm 1929      | Bolton Wanderers  | A   | 1 – 1       | Hanson                                 | 17,354            |
| 23 tháng 3 năm 1929      | The Wednesday     | H   | 2 – 1       | Reid, Rowley                           | 27,095            |
| 29 tháng 3 năm 1929      | Bury              | A   | 3 – 1       | Reid (2), Thomas                       | 27,167            |
| 30 tháng 3 năm 1929      | Derby County      | A   | 1 – 6       | Hanson                                 | 14,619            |
| 1 tháng 4 năm 1929       | Bury              | H   | 1 – 0       | Thomas                                 | 29,742            |
| 6 tháng 4 năm 1929       | Sunderland        | H   | 3 – 0       | Hanson, Mann, Reid                     | 27,772            |
| 13 tháng 4 năm 1929      | Blackburn Rovers  | A   | 3 – 0       | Reid (2), Ramsden                      | 8,193             |
| 20 tháng 4 năm 1929      | Arsenal           | H   | 4 – 1       | Reid (2), Hanson, Thomas               | 22,858            |
| 27 tháng 4 năm 1929      | Everton           | A   | 4 – 2       | Hanson (2), Reid (2)                   | 19,442            |
| 4 tháng 5 năm 1929       | Portsmouth        | H   | 0 – 0       |                                        | 17,728            |

| #  | Câu lạc bộ        | Tr | T  | H  | B  | Bt | Bb | Hs  | Điểm |
| -- | ----------------- | -- | -- | -- | -- | -- | -- | --- | ---- |
| 11 | Sheffield United  | 42 | 15 | 11 | 16 | 86 | 85 | +1  | 41   |
| 12 | Manchester United | 42 | 14 | 13 | 15 | 66 | 76 | –10 | 41   |
| 13 | Leeds United      | 42 | 16 | 9  | 17 | 71 | 84 | –13 | 41   |

## FA Cup
| Thời gian           | Vòng đấu | Đối thủ   | H/A | Tỷ số Bt-Bb | Cầu thủ ghi bàn        | Số lượng khán giả |
| ------------------- | -------- | --------- | --- | ----------- | ---------------------- | ----------------- |
| 12 tháng 1 năm 1929 | Vòng 3   | Port Vale | A   | 3 – 0       | Hanson, Spence, Taylor | 17,519            |
| 26 tháng 1 năm 1929 | Vòng 4   | Bury      | H   | 0 – 1       |                        | 40,558            |